# أنداون
أنداون (بالإنجليزية:UNDAWN) هي لعبة فيديو منظور الشخص الأول ومنظور الشخص الثالث طورتها شركة تينسنت ولايتس سبيد، وهي لعبة أكشن وحركة كانت متوفرة لأجهزة الكمبيوتر فقط ولاكن أطلقتها شركة تينسنت لأجهزة الهاتف في 15 يونيو 2023.

## أساسياتها
اللعبة من تطوير شركة تينسنت طورتها لتصبح ملفاتها قابلة للعمل على وحدات الأجهزة المحمولة حيث تتجاوز إطاراتها 120 إطاراً في الثانية.

## محتوياتها
اللعبة ذات خريطة واسعة وهي لعبة عالم مفتوح متعددة الاعبين عبر الإنترنت تتركز على محاربة الزومبي والمكافحة من أجل البقاء على قيد الحياة اللعبة متعددة الشخصيات والمهام فهي شبيهة بلعبة ببجي موبايل التي أنتجتها شركة تينسنت أيضاً.